# Haplochernes funafutensis
Espèce
Synonymes
- Chelifer funafutensis With, 1907

Haplochernes funafutensis est une espèce de pseudoscorpions de la famille des Chernetidae.

## Distribution
Cette espèce se rencontre aux Tuvalu, aux Fidji et en Polynésie française.

## Étymologie
Son nom d'espèce, composé de funafut[i] et du suffixe latin -ensis, « qui vit dans, qui habite », lui a été donné en référence au lieu de sa découverte, Funafuti.

## Publication originale
- With, 1907 : On some new species of the Cheliferidae, Hans., and Garypidae, Hans., in the British Museum. Journal of the Linnean Society of London, Zoology, vol. 30, p. 49-85 (texte intégral).